# Dorfgericht
Das Dorfgericht war ein auf ein Dorf beschränktes Niedergericht vom 13. teilweise bis ins 19. Jahrhundert bei verminderter Kompetenz.
Das Recht (Dorfrecht), nach dem geurteilt wurde, war in Dorfordnungen verzeichnet. Der Grund- oder Dorfherr war Gerichtsherr. Seit dem späten Mittelalter liegt die Gerichtsherrschaft vor allem in der Hand des Territorialherrn. So wurde das Dorfgericht seit dem 14. Jahrhundert auch ordentliches Gericht der persönlich freien Bauern.
Im Hoch- und Spätmittelalter gab es eine außerordentliche Vielfalt von Gerichtszuständigkeiten in persönlicher, örtlicher und sachlicher Hinsicht, die sich vom frühen 10. bis zum späten 15. Jahrhundert stark veränderten. Die Dorfgerichte in der ehemaligen Kurpfalz im Reich und in Sachsen, im Neusiedelgebiet östlich der Elbe, sind Beispiele.
Reste einer gemeindlichen Gerichtsbarkeit finden sich heute noch bei den Ortsgerichten in Hessen und im gemeindlichen Schiedswesen.

## Beispiele für Dorfgerichte

### Kurpfalz
Für alle Angelegenheiten, die den Grundbesitz betrafen, war ursprünglich das grundherrliche Hofgericht zuständig. Dieses privatrechtliche Gericht verschmolz im ausgehenden Mittelalter mit dem öffentlichen Gericht des Territorialherren. Der Kurpfalz war es häufig gelungen, die gesamte Gerichtsbarkeit über ein Dorf in ihrer Hand zu vereinigen. Im Dorfgericht übte sie nicht nur die niedere Gerichtsbarkeit über alle Einwohner aus, sondern sie erledigte dort jetzt auch die Grundstücksgeschäfte anderer ortsansässiger Grundherren.
In jedem Vierteljahr hielt der vom Gerichtsherrn eingesetzte Schultheiß eine für alle Einwohner bestimmte Gerichtsversammlung ab, ein offenes (öffentliches) Gericht. Es war ein gebotenes Gericht, denn der Schultheiß musste den Termin verkünden. Auch die minderberechtigten Mitglieder der Gemeinde nahmen teil, sie waren Glieder der dörflichen Gerichtsgemeinde. Jeder musste Verstöße gegen die Dorfordnung, die er gesehen oder von denen er gehört hatte, vor der Öffentlichkeit verborgen beim Bürgermeister rügen (anzeigen), der den Fall untersuchte und das Ergebnis an das Gericht gab. In einer nichtöffentlichen Sitzung wurde der Beschuldigte von den Geschworenen (Schöffen) angeklagt. Der Bürgermeister musste das verhängte Bußgeld gegebenenfalls eintreiben.
Am offenen Gerichtstag fand nicht nur das Rügegericht statt, sondern der Tag war auch für zivile Gerichtsverfahren bestimmt, ein mündlicher, öffentlich geführter Streit zwischen Kläger und Beklagtem. Der Kläger gliederte den Stoff in die Behauptung einzelner Tatsachen, gegen die sich der Beklagte in jedem einzelnen Punkt verteidigte; das von ihm Bestrittene musste er beweisen, notfalls erhielt er zweimal acht Tage Aufschub. Behauptungen, die der Beschuldigte verneinte, hatte der Kläger zu beweisen. Die jeweilige Partei wandte sich mit ihren Ausführungen an den Richter (Schultheiß), der bei jeder einzelnen Position die Urteiler (Schöffen) zur Urteilsfindung aufforderte. Über die Urteilsfrage des Richters und die Zwischenurteile der Urteiler entwickelte sich der Prozess fort bis hin zum Endurteil, das der Schultheiß verkündete. Nicht immer waren alle Schöffen mit einer Sache beschäftigt; bei leichteren Fällen und Sachen von geringem Wert beteiligten sich manchmal nur einige.
Der Schultheiß konnte Zeugen verpflichten. (Man ist diesen ein mas wein und zween pfennig brod schuldig.) Auch das Gerichtszeugnis wurde üblich, die nach einem Rechtshilfeersuchen des Dorfgerichts erteilte Auskunft des Oberhofs (Obergericht). Bei einer Klage zur Wiederherstellung der beschädigten Ehre, bei Liegenschaftssachen oder bei Betrug sollten sich die Parteien über einen Vorsprecher, einen vom Gericht bestellten, rechtserfahrenen Laien, an den Richter wenden.
Vier Wochen nach dem gebotenen gab es bei Bedarf ein selbstgebotenes Gericht, zu dem nicht geladen wurde, da der Tag durch den vorhergehenden Gerichtstag bestimmt war. Neben dem gebotenen und dem selbstgebotenen gab es das Kaufgericht, eine Gerichtsverhandlung, die man bezahlen musste. Jeder, der nicht zur Gerichtsgemeinde gehörte, konnte als Kläger einen Gerichtstag „kaufen“. Diese Möglichkeit stand auch dem Einheimischen als Kläger gegen Fremde offen oder wenn er nicht auf den allgemeinen Gerichtstag warten wollte. Eine einmal erhobene Klage musste nach der Ladung des Beklagten durchgeführt werden, mit allen Risiken für den Kläger. Damit war sichergestellt, dass niemand leichtfertig klagte.

### Sachsen
Um 1300 war die mit der Rodung riesiger Wälder verbundene Kolonisation des 12./13. Jahrhunderts in Sachsen abgeschlossen; in einem einheitlichen Vorgang wurde sie jeweils von einer Dorfgemeinde getragen. Weitgehend frei von herrschaftlichen Eingriffen entstand eine gewisse Selbstverwaltung der Bauern für die Regelung des Lebens im Dorf und die geordnete Flurnutzung. Besitzlose Unterschichten gab es noch nicht.
Die Dorfherrschaft hatte sich im Dorfgericht die Gerichtsbarkeit über kleinere Streitfälle und Vergehen vorbehalten. Das angewandte Recht war älter als die Gemeinde: Die Siedler hatten es aus ihren Heimatgebieten mitgebracht, flämisches und oberfränkisches Recht. Das Recht der an der Kolonisation ebenfalls beteiligten deutschen Altstämme, der (Nieder-)Sachsen und der Thüringer, zeigt sich weniger deutlich in den Quellen. Das Gericht nennt man erst in der frühen Neuzeit Dorfgericht, vorher gab es unterschiedliche Namen. Den Dorfvorsteher nannte man Schultheiß, Bauermeister, Heimbürge oder Richter, wobei sich Richter in der frühen Neuzeit allgemein durchsetzte. Er und vier bis sechs Bauern als Schöppen (Schöffen) bildeten das Dorfgericht, das einmal oder mehrmals im Jahr vor versammelter Gemeinde zu bestimmten Zeiten die Jahrgerichte abhielt. Der Richter musste die Gerichtshandlung leiten, sie hegen (feierlich eröffnen) und für die ordnungsgemäße Durchführung sorgen. Dorfgenossen konnten nach bäuerlichem Recht in eigener Zuständigkeit über Dorfgenossen richten.
Im späten Mittelalter wurden die rechtlichen Funktionen des Dorfgerichts durch das Vordringen der Patrimonialgerichte der Grundherrn zurückgedrängt; das Gericht war jetzt ganz auf die Regelung des dörflichen Gemeinschaftslebens und der Flurnutzung beschränkt. Zu diesem Zweck wurden zwei- bis viermal im Jahr Gemeindeversammlungen abgehalten, in der Regel mit Gemeindebier, wobei die Teilnahme aller Bauern Pflicht war. Diese Kührtage (Kurtag, Kürtag) dienten der Rechnungslegung (Abrechnung) des Richters und der Regelung dörflicher Angelegenheiten, insbesondere der Feuerschau und der Grenzbegehung.
In der Neuzeit hatte die Gemeinde ihren Anteil an der Gerichtsbarkeit verloren; sie rief aber nach wie vor die Gerichtspersonen zusammen, deren Teilnahme an den weiterhin stattfindenden Jahrgerichten sich auf ein rein formales Mitwirken beschränkte. Das alte Dorfgericht, eine Institution zur Selbstverwaltung des dörflichen Lebens, hatte sich zum Organ des Gerichtsherrn gewandelt.